# Mahamud Ali Jussuf

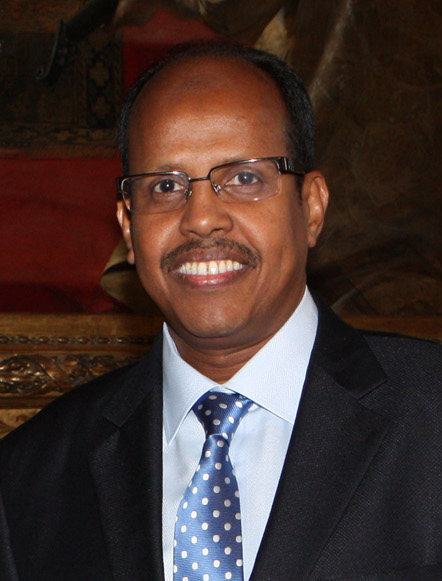
Mahamud Ali Jussuf

Mahamud Ali Jussuf (auch: Mahamoud Ali Youssouf, Somali Maxamuud Cali Yuusuf, arabisch محمود علي يوسف) ist ein Diplomat und Politiker aus Dschibuti.

## Biografie
Jussuf trat in den Diplomatischen Dienst seines Heimatlandes ein und war dort zuletzt als Botschafter in Ägypten eingesetzt. Am 4. Juli 2001 wurde er Delegierter Minister beim Außenminister mit Zuständigkeit für Internationale Zusammenarbeit. In dieser Funktion kritisierte er die USA, die trotz des Beitrags Dschibutis zur Bekämpfung des internationalen Terrors unmittelbar nach den Terroranschlägen am 11. September 2001 nur spärliche Finanzleistungen an das Land getätigt hätten. Dabei wies er insbesondere auf „dringenden Grundbedarf“ an Nahrungsmitteln, Schulen, Straßen und Gesundheitseinrichtungen hin.
Im Rahmen einer Kabinettsumbildung erfolgte dann am 22. Mai 2005 seine Ernennung zum Minister für Auswärtige Angelegenheiten, Internationale Zusammenarbeit und Parlamentarische Beziehungen im Kabinett von Premierminister Dileita Mohamed Dileita.
In dieser Funktion war er 2008 auch Vorsitzender der 129. Ordentlichen Sitzung des Außenministerrates der Arabischen Liga. In einem Gespräch mit der New York Times im Mai 2008 unterstrich er die wirtschaftlichen Möglichkeiten Dschibutis und die Hoffnungen, dass dieses sich wirtschaftlich ähnlich wie die Vereinigten Arabischen Emirate entwickeln könnte, weil Dschibuti ein „kleines Land mit einem großen Hafen“ und „sogar besser als Dubai gelegen“ sei.
Im Rahmen eines Besuchs von Bundesverteidigungsminister Franz Josef Jung im Dezember 2008 zur Verabschiedung der Fregatte Karlsruhe sah Jussuf in den steigenden internationalen Aktivitäten im Golf von Aden zwar die wachsende Bedeutung seines Landes, aber mit Sorge sehe er die Zunahme der Piraterie, die sich auch auf den Hafen und den Handel von Dschibuti auswirken könnte. Um dem vorzubeugen, werde sein Land alles tun, um diesem Problem mitzubegegnen. Zudem sprachen Verteidigungsminister Ougoureh Kifleh Ahmed und Jussuf mit Bundesverteidigungsminister Jung über Ausbildungs- und Ausstattungshilfe. Bislang wurden 46 dschibutische Militärs ausgebildet und Fahrzeuge und Computertechnik für 2,4 Millionen Euro gegeben.
Im April 2024 wurde er von Dschibuti für das Amt des Vorsitzenden der Kommission der Afrikanischen Union nominiert. Am 15. Februar 2025 gewann er die Wahl in Addis Abeba, Äthiopien, nach sieben Wahlgängen.